# Eskil Alfheim
Eskil Reinhold Alfheim (född Andersson), född 28 december 1885 i Stockholm, död 23 februari 1936, var en svensk byggnadsingenjör och byggmästare. Han var gift med operasångerskan Karin Alfheim.

## Biografi

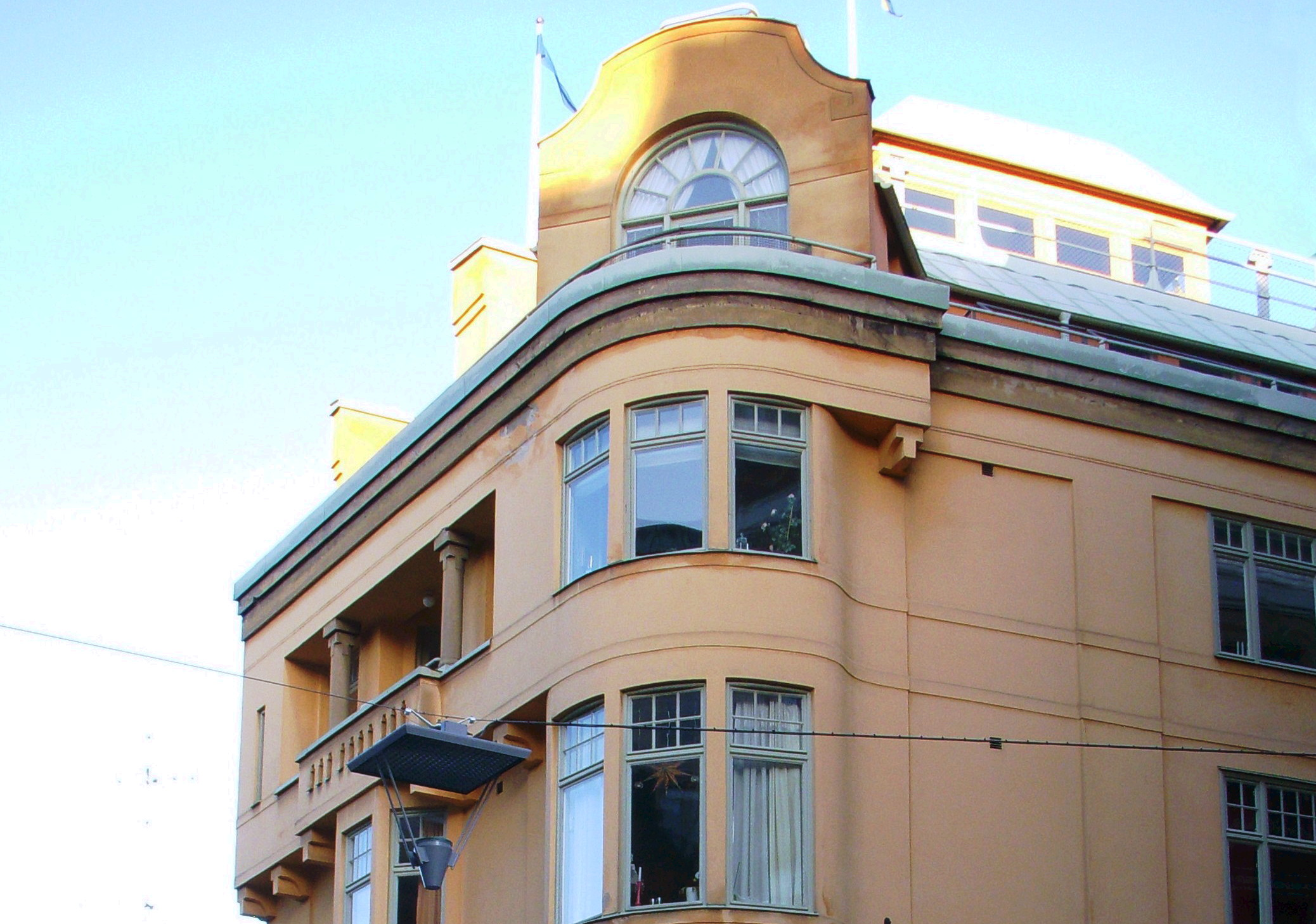
Ormsaltaren 6, Götgatan 7 / Klevgränd 1 (byggår 1913).

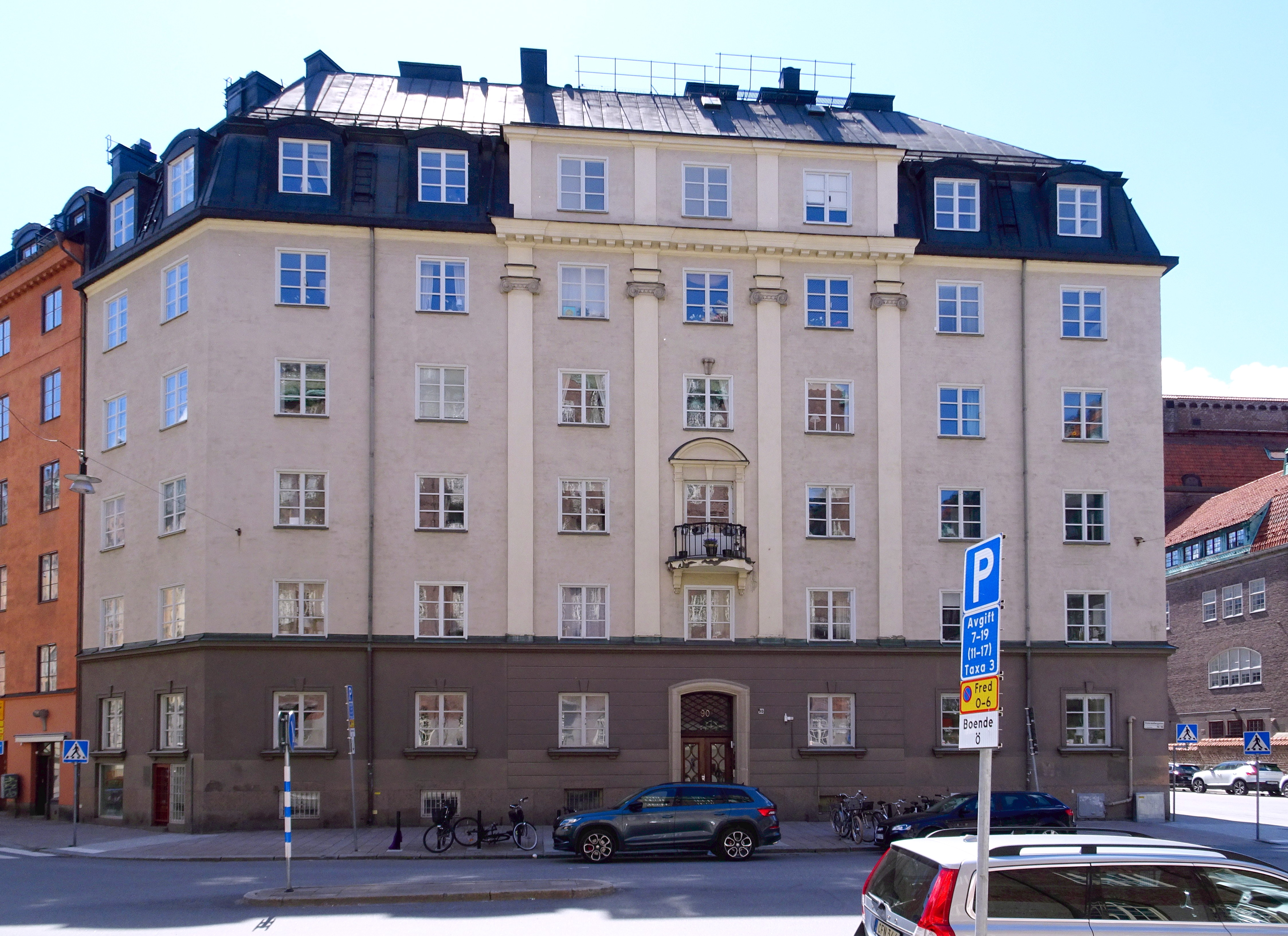
Veterinären 14, Skeppargatan 76 / Östermalmsgatan 90 (byggår 1925).

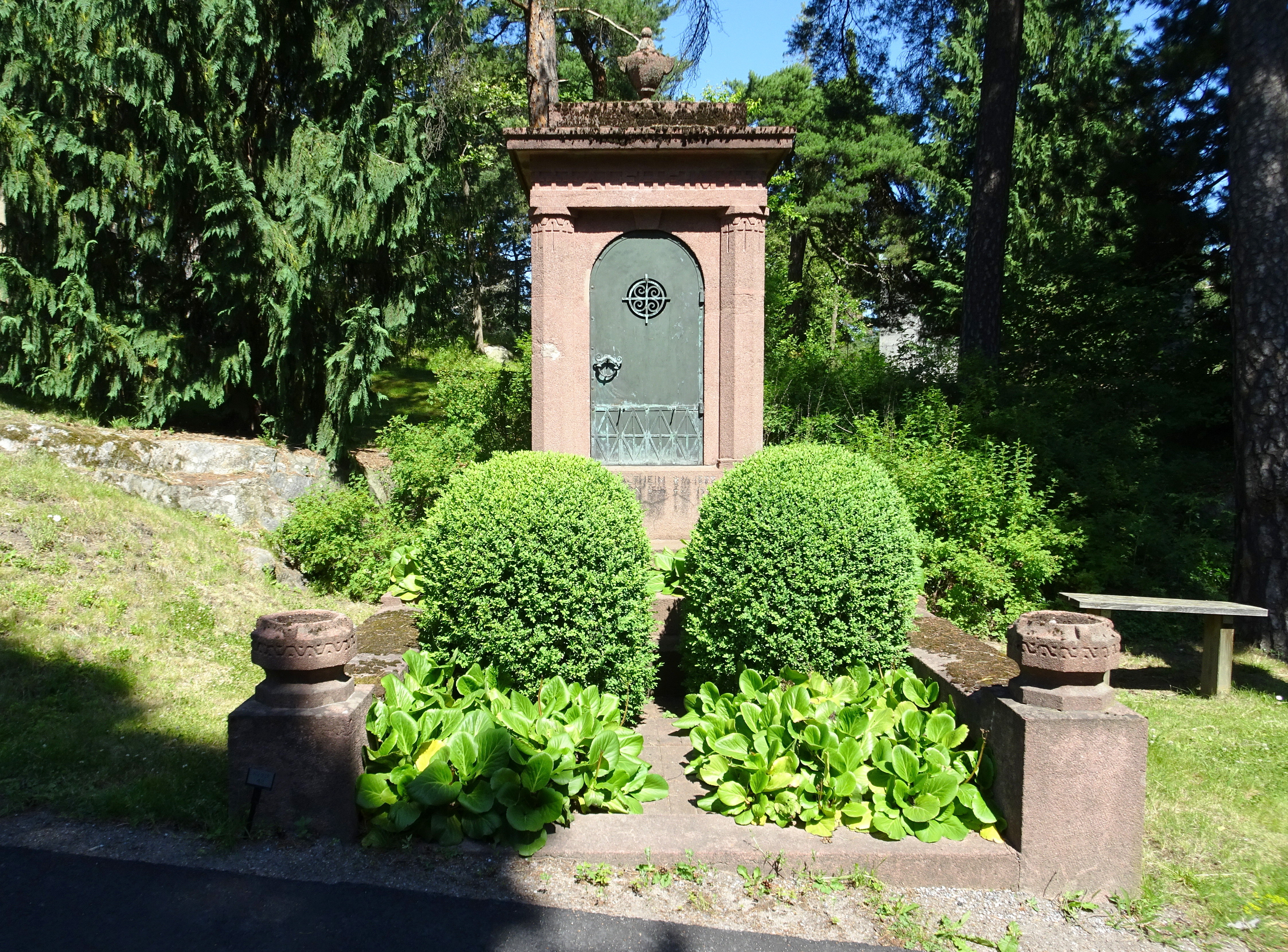
Alfheims familjegrav, juni 2022.

Eskil Alfheim var son till byggmästaren J.A. Andersson och Julia Lindvall. Han genomgick Södermalms högre allmänna läroverk för gossar (nuvarande Södra Latin) och utexaminerades från Byggnadsyrkesskolan vid Tekniska skolan i Stockholm 1906. Därefter följde sex år som medarbetare på olika arkitektkontor samt studieresor till Tyskland. 1909 godkändes han av byggnadsnämnden i Stockholms stad som ansvarig byggmästare att få uppföra byggnader i Stockholm. 
År 1912 startade han egen byggverksamhet under namnet E.R. Alfheim & Co. Han blev borgare 1925 och medlem i borgargillet samma år. Eskil Alfheim var styrelseledamot i Svensk-litauiska och Svensk-estniska föreningarna. Han fann sin sista vila på Norra begravningsplatsen där han gravsattes den 8 juni 1936.

### Utförda byggarbeten (urval)
Bland av honom uppförda byggnader märks Hornblåsaren 5 (Strandvägen 65–67), byggår 1924 där hans yngre bror, kamreren Bertil Reinhold Alfheim (1889–1948), var byggherre. Eskil Alfheim borde med hustru Karin i huset fram till 1930 och tornrummet blev hennes musiksalong. För nybygget i Veterinären 14 (Skeppargatan 76), byggår 1925, omnämns Eskil Alfheim  som byggherre, byggmästare och, tillsammans med Alf Landén, även som arkitekt.
Av kulturhistoriskt intresse är även byggnaden i Ormsaltaren 6 vid Götgatan 7 / Klevgränd 1 som han uppförde 1912–1913. Arkitekt var Wilhelm Klemming som gestaltade huset i jugendstil och representerar enligt Stadsmuseet i Stockholm "synnerligen höga kulturhistoriska värden". Samma arkitekt stod även bakom den av Alfheim utförda ombyggnaden för Jupiter större 3, Götgatan 14, plats för biografen Record-Teatern (1912–1913). Eskil Alfheims byggfirma utförde även om- och nybyggnadsarbeten vid Ulriksdals kungsgård och Drottningholms kungsgård.